# Usina Termelétrica de Figueira
A Usina Termelétrica de Figueira (Utelfa) é uma usina termelétrica movida a carvão mineral, localizada no município de Figueira, no vale do rio do Peixe, no Paraná. A usina possui uma potência instalada em 20 megawatts e pertence a Companhia Paranaense de Energia (Copel).
O carvão mineral é extraído de minas de carvão em jazidas da principal bacia carbonífera do Paraná, localizada na região do Norte Pioneiro (Nordeste do Paraná). É a única termelétrica localizada no Paraná que depende unicamente do carvão mineral.

## História
A exploração do carvão mineral na região norte do Paraná iniciou na década de 1930. Em consequência do aumento da exploração e da abundância da matéria-prima, foi planejado uma usina termelétrica.
Inicialmente, em 1963, a usina foi contemplada com duas caldeiras e dois grupos geradores e ampliada em 1966 com a instalação da terceira caldeira. Em 1969 a Copel adquiriu a Utelfa, e em 1974 instalou o terceiro grupo. Em 1986 foi desmobilizado o grupo gerador 2. Em 1997 a operação e a manutenção da usina foram terceirizadas, sendo executadas atualmente pela Companhia Carbonífera do Cambuí (Carbonífera do Cambuí Ltda.), que também é responsável pelo fornecimento do carvão consumido na planta. A companhia extrai aproximadamente 7 mil toneladas de carvão por mês.
A partir de 2015 a usina recebeu o início dos trâmites de modernização no total de 106 milhões de reais em investimentos. O projeto contemplava um novo circuito gerador e a substituição das caldeiras, conforme exigências da Agência Nacional de Energia Elétrica (ANEEL). O impasse tramitava desde 2011, quando foi autorizado a execução do projeto. Em setembro de 2017 foi iniciada a obra de modernização da termelétrica. Em dezembro de 2019 as obras estavam atrasadas e ainda não tinham sido finalizadas.
A usina emprega cerca de 300 trabalhadores diretos, sendo considerada a empresa que mais emprega pessoas no município.

## Ver Também
- Usina Termelétrica Klacel
- Usina Elétrica a Gás de Araucária